# Garryowen (Montana)
Garryowen é uma vila privada no condado de Big Horn, no estado de Montana, nos Estados Unidos. Fica situada próxima onde teve lugar a Batalha de Little Bighorn e algumas das estruturas ainda se mantêm intactas. A vila tem uma população de apenas 2 habitantes e compreende um edifício chamado "Town Hall") com diversas funções.  Possui uma loja de conveniência, uma estação de gasolina umm loja de artesanato chamada  "The Trading Post," e Custer Battlefield Museum, um museu privado sobre a referida batalha de Little Bighorn e do período das guerras com os nativos americanos.  Garryowen pertence a Chris Kortlander e esteve à venda em 2012, mas o leilão foi cancelado.Em 2014 permanecia para venda.

## História
Em 1895 a empresa ferroviária Chicago, Burlington and Quincy Railroad construiu uma pequena estação no Little Bighorn River, onde a água foi carregada e soldados americanos, suprimentos e correio foram descarregados para suprir as fortalezas e fazendas próximas. Esta estação foi nomeada Garry Owen, a canção de marcha favorito do general George Armstrong Custer . Quando a Reserva Corvo foi criado em 1868, Garry Owen tornou-se parte da reserva. O terreno foi vendido mais tarde pela tribo e do governo federal para os indivíduos. Em 1926, a "cidade" estava em mãos privadas, mas consistia em pouco mais do que um pequeno mercado.
Foi nesse tempo, apenas um mês antes do 50 º aniversário da batalha de Little Bighorn , que o trabalho de escavação foi realizada em um canal de irrigação apenas leste de Garryowen. Este é um conjunto quase completo de restos de esqueletos encontrados, foi acompanhada por várias balas e botões. Parecia que este era o esqueleto de um soldado da cavalaria. No entanto, a identificação precisa dos resíduos era impossível. O corpo seria enterrado em um monumento especial para o cemitério de guerra depois de um "fazer as pazes" cerimónia em Garryowen, em que um representante do governo norte-americano e um representante dos índios juntos fumar um cachimbo da paz, ao pé do monumento a enterrar o machado.

## Locais de interesse
- Túmulo do soldado desconhecido e memória à paz entre o Governo norte-americano e os povos nativos.Imagem do Museu Custer Battlefield e do Túmulo do Soldado desconhecido

- Custer Battlefield Museum, Museu Custer Battlefield com artefatos relativos à batalha de Bighorn e ao período de conflitos entre colonos brancos e índios, possui livros e vários memorabilia. Em 2005 e 2009 desapareceram 22 artefa(c)tos importantes patentes no museu.